# Метросідерос повстяний
Метросідерос повстяний, новозеландське різдвяне дерево (Metrosideros excelsa) — вид рослин родини миртові (Myrtaceae). Вважають найкрасивішим квітучим деревом Нової Зеландії.

## Будова
Вічнозелене листяне дерево чи чагарник до 18 м. На стовбурі часто формуються повітряні корені. Квітне великою кількістю яскраво-червоних пухнастих суцвіть. Квіти складаються з численних довгих яскравозабарвлених тичинок, що привертають увагу запилювачів: комах, геконів і птахів. Дрібне насіння розносить вітер.

## Поширення та середовище існування
Росте у вічнозелених прибережних лісах і чагарникових заростях, на кам'янистих кручах і дюнах в північній частині Північного острова у Новій Зеландії.

## Практичне використання
Використовується для озеленення особливо прибережних зон. Є сорти з жовтими квітами.

## Галерея

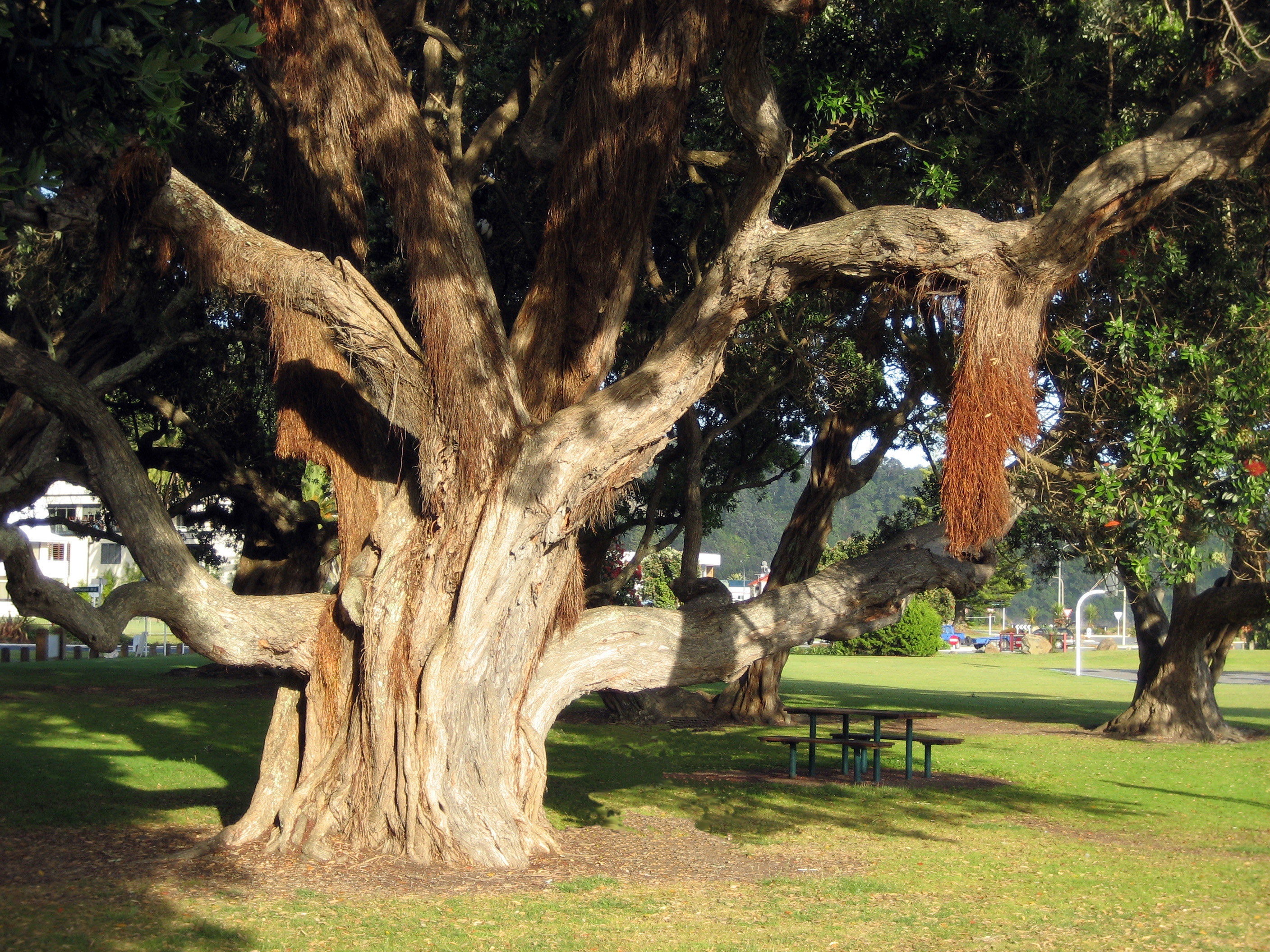
Стовбур з повітряними коренями
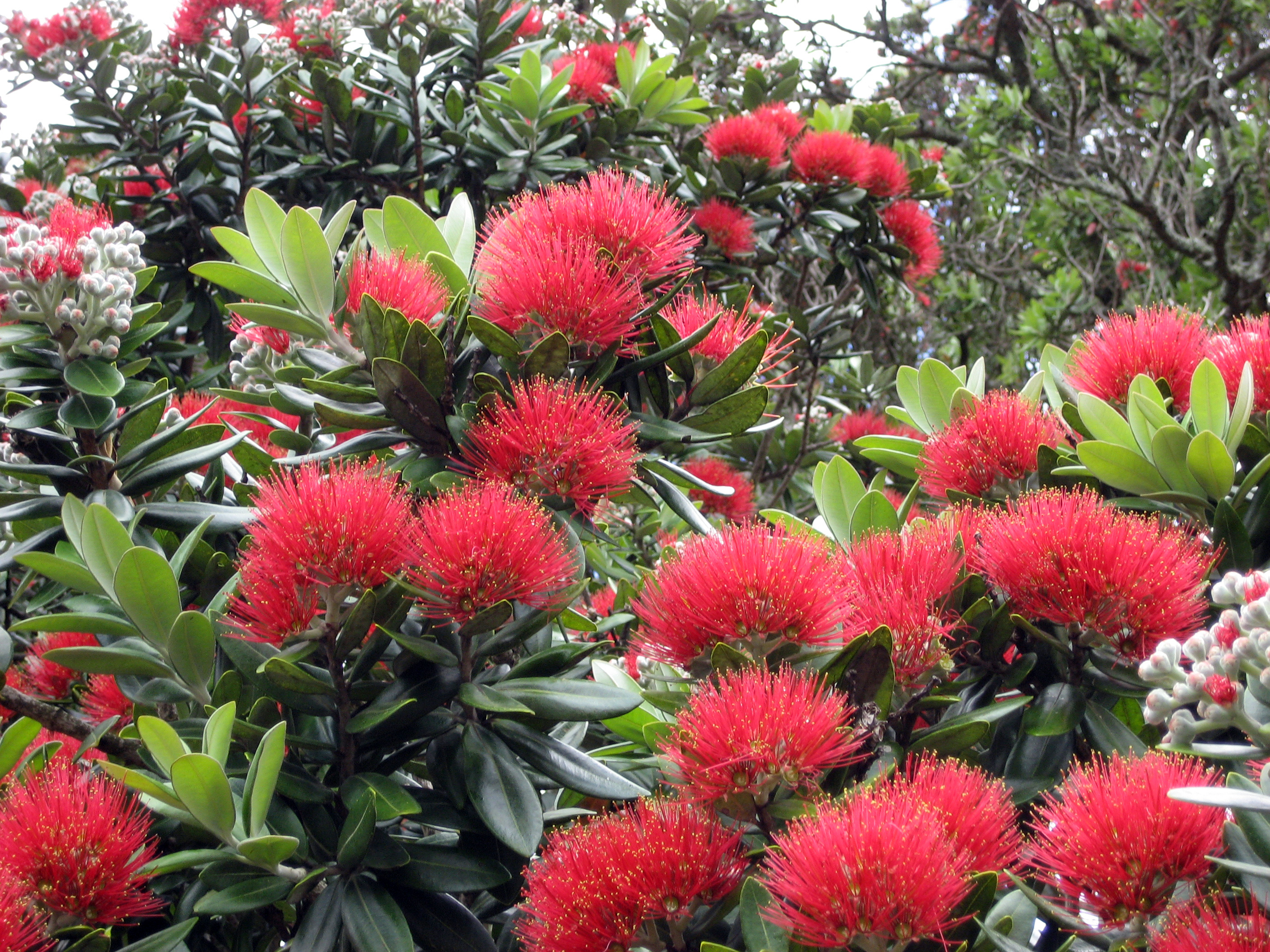
Квіти на фоні листя
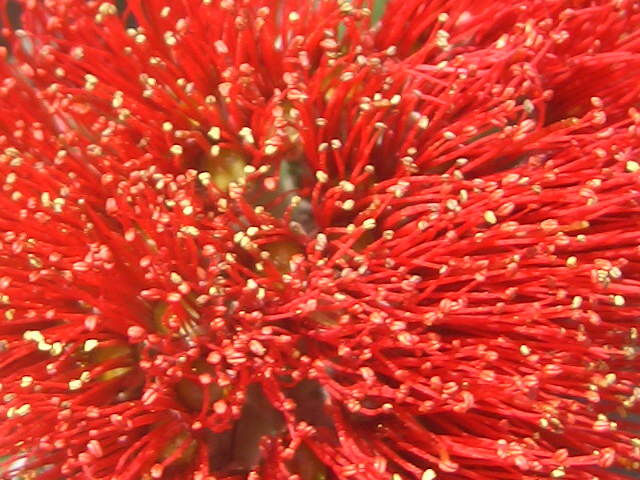
Збільшена квітка
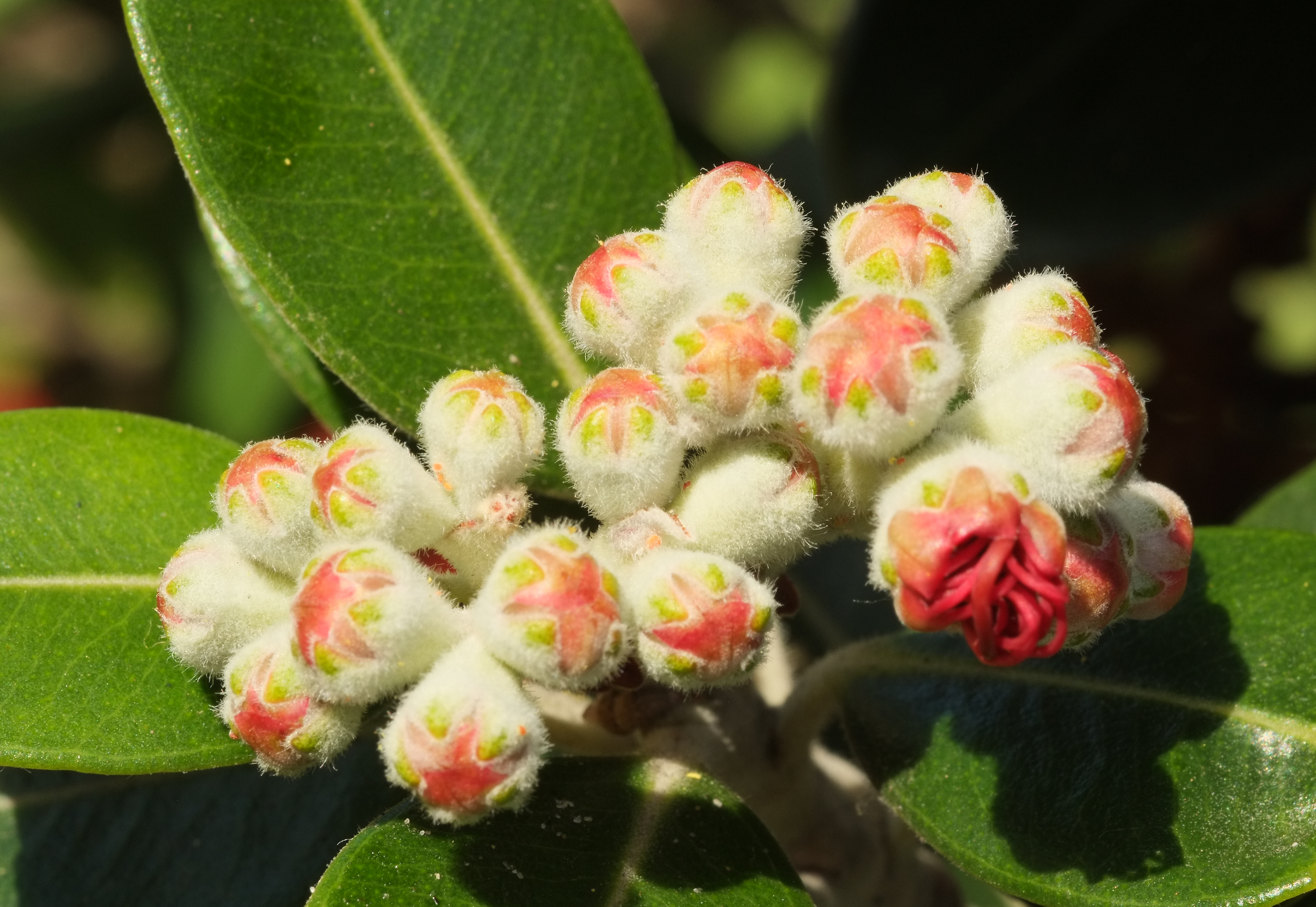
Квіти, що ось-ось розкриються
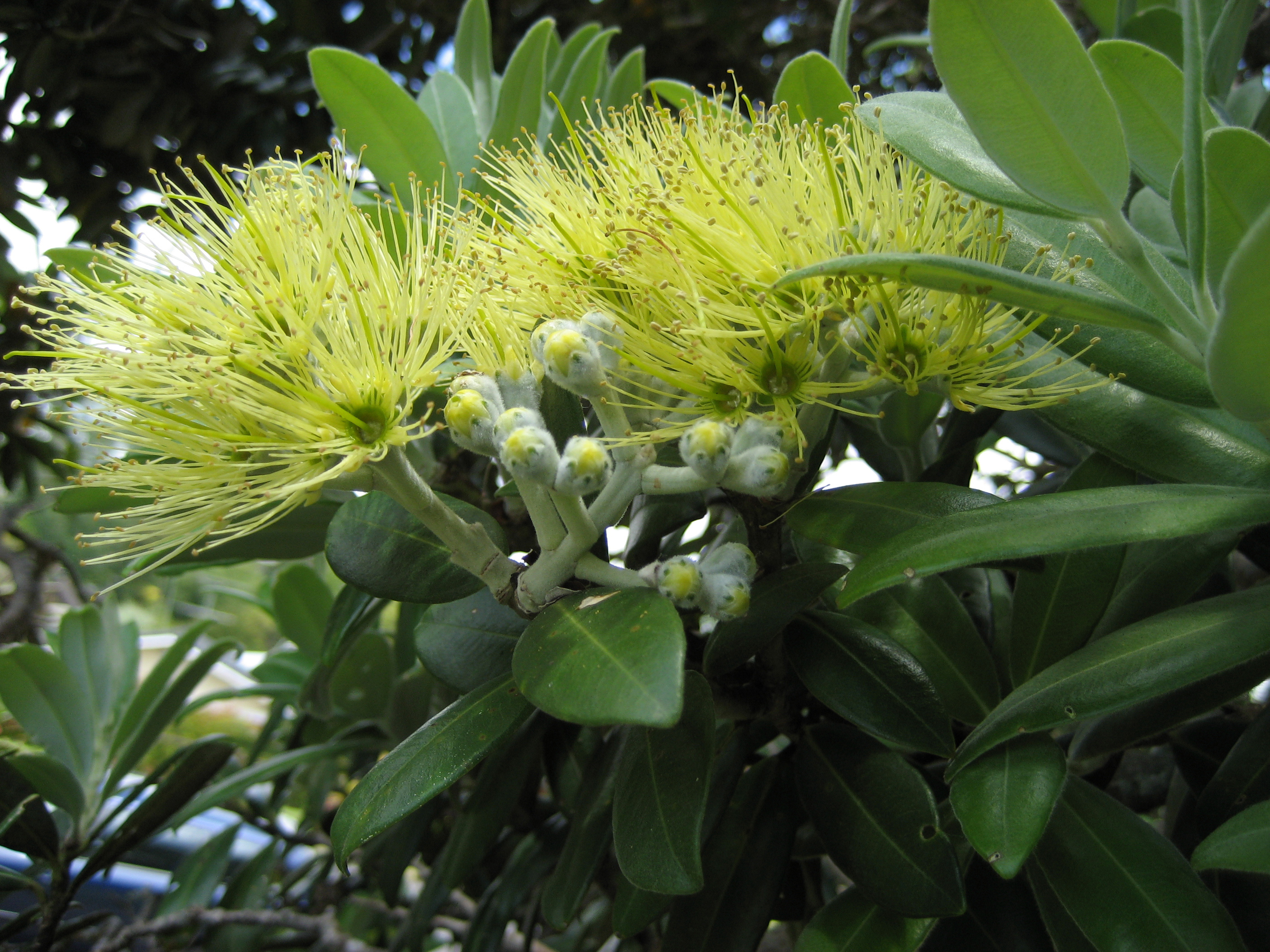
Сорт з жовтими квітами